# Živan Bjelovučić
Živan Bjelovučić (Šibenik, 19. siječnja 1927. - Metković, 2. studenoga 2007.), hrvatski kipar i umjetnik.

## Životopis
Živan Bjelovučić rodio se 1927. u Šibeniku u obitelji poznatog HSS-ovog čelnika dr. Nike Bjelovučića. Od šk. godine 1946./1947. studirao je kiparstvo u klasi Antuna Augustinčića i Vanje Radauša. Kao djelatnik Osnovne škole Stjepana Radića u Metkoviću je 1972. je utemeljio Učeničku zadrugu "Crveni ždral".
Autor je mnogih likovnih rješenja kao što su skup plaketa za Nagrade grada Metkovića i reljef Lancarice. Godine 2006. Živan Bjelovučić dobio je Nagradu grada Metkovića "Narona" u području kulture.

## Galerija
- Grb nekadašnje Općine Metković iz druge polovice 20. stoljeća
- Lancarice, nagrada grada Metkovića